# Frank Dunster
Frank Dunster (né le 24 mars 1921 à Ottawa et mort le 8 avril 1995 dans la même ville) est un joueur canadien de hockey sur glace. Lors des Jeux olympiques d'hiver de 1948 disputés à Saint Moritz il remporte la médaille d'or.

## Palmarès
- médaille d'or aux Jeux olympiques de Saint Moritz en 1948